# Signmaking
Signmaking je anglická složenina používaná téměř výhradně v oborové literatuře (v oboru reklamy) mezi lety 2010 a 2012. Přesný český ekvivalent neexistuje, česká definice slova signmaking je: výroba značení a nosičů reklamního sdělení,[zdroj?] nebo zjednodušeně výroba reklamy.
První část složeniny je sign což dle anglicko-českého slovníku znamená podpis, znak, odznak, firma, ale v tomto případě spíše cedule. Druhá část je tvořena slovesným podstatným jménem making, tedy dělání, tvoření, výroba. Výraz firma se dříve používal spíše pro označení podniku tedy firemní či vývěsní štít než podnik „an sich“ a odtud se dá tedy dovodit i význam slova signmaking jako výroba vývěsních štítů a poutačů. 
Toto do češtiny převzaté slovo (včetně skloňování) se pak používá pro celé reklamní odvětví zahrnující fyzickou výrobní činnost jejímž produktem je nějaký reklamní prvek: vývěsní štít, reklamní tabule, světelná reklama, nápis či grafika na výkladci obchodu nebo na autě.
V signmakingových firmách (tj. vytvářejících rozličné typy popisků, nápisů, symbolů, či ornamentů) nachází uplatnění gravírování.

## Členění
Základní členění může být na prvky světelné reklamy a nesvětelné reklamy. Obecně ale má signmaking mnohem širší záběr, protože zahrnuje oblast technické a projektové přípravy, vlastní produkce a instalace.

### Produkty přípravy
- Grafické návrhy
- Architektonické návrhy
- Výtvarné řešení
- Projekce
- Engineering
- Zajištění povolení a revizí

### Produkty výroby
- Světelné reklamy
  - Světelné panely
  - Světelná písmena a loga
  - Neonové reklamy
  - LED obrazovky
  - Nasvětlení fasád a výloh
- Nesvětelné reklamy
  - Písmomalířství
  - Vývěsní štíty
  - Okenní grafika
  - Polep dopravních prostředků
  - Podlahová grafika
  - Vlajkové stožáry
  - Markýzy
  - Reklamní magnety
  - Produkty P.O.P.
  - Dopravní značení
- Světelné i nesvětelné prvky
  - Portály
  - Pylony
  - Orientační systémy
  - Vitríny
  - 3D reklama

## Obrázková galerie

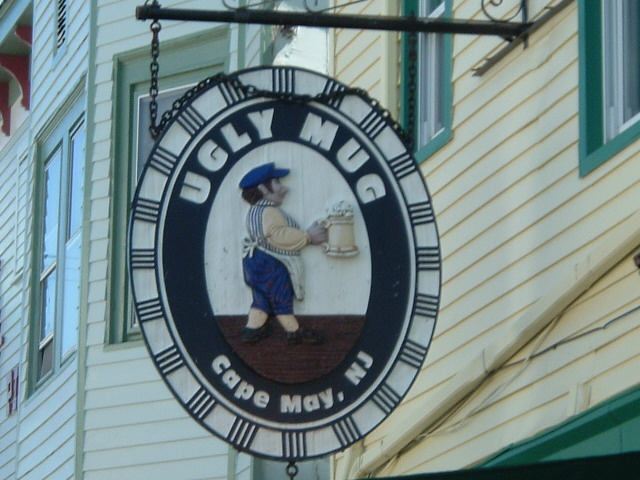
Ukázka signmakingu - vývěsní štít
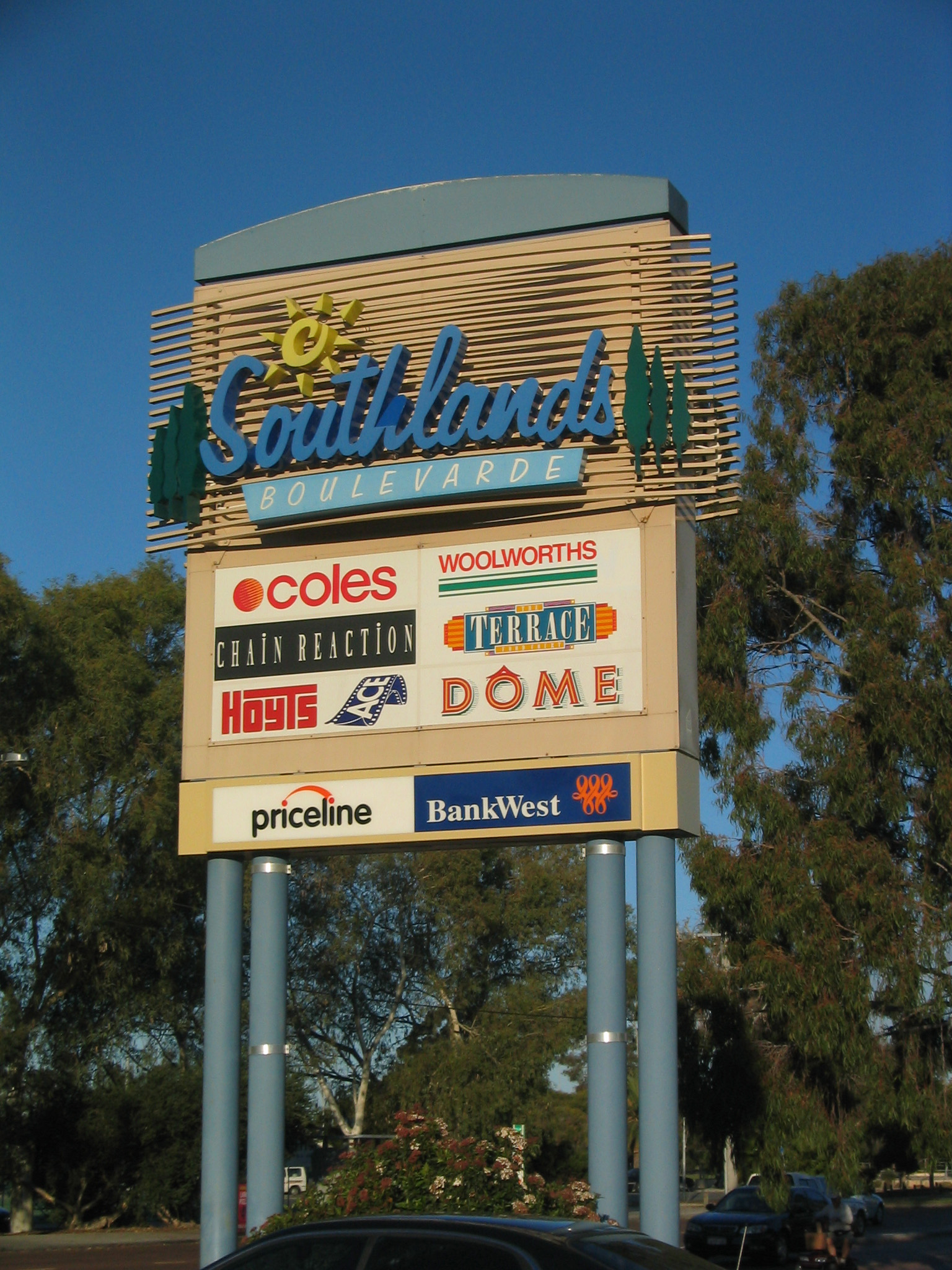
Reklamní stojan - pylon
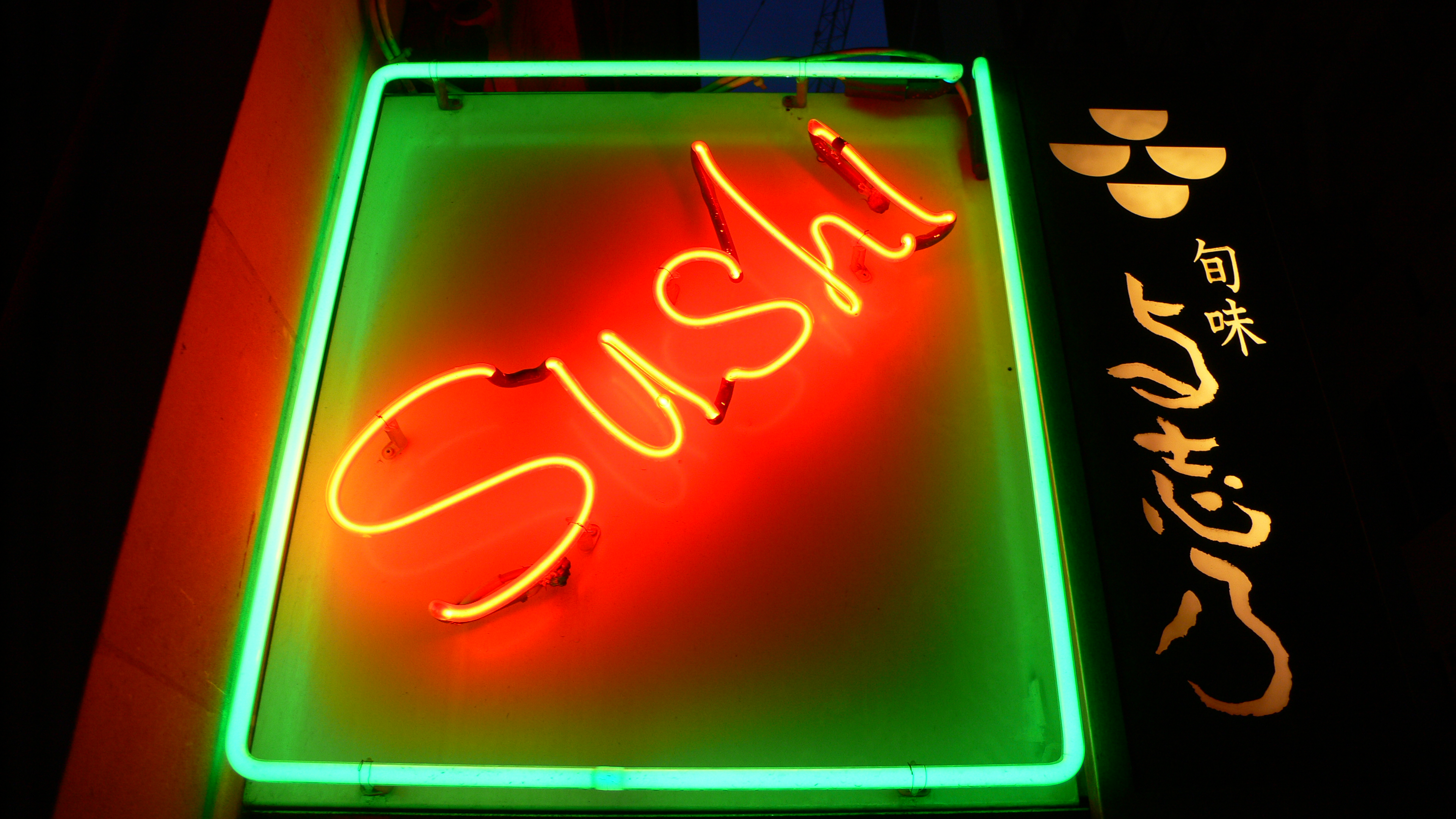
Neonový poutač - světelná reklama